# Hengersberg
Hengersberg là một đô thị bang Bayern. Đô thị này thuộc huyện Deggendorf.
Hengersberg được lập năm 997 với tên "Helmgeresberg" bởi Gotthard of Niederalteich.
Đô thị này có các khu vực dân cư: Hengersberg, Altenufer, Anzenberg, Boxbach, Buch, Edermanning, Emming, Erkerding, Erlachhof, Eusching, Frohnhofen, Furth, Grubmühle, Heiming, Hinterweinberg, Holzberg, Holzerreuth, Hörgolding, Hörpling, Hub, Hubmühle, Hütting, Kading, Killersberg, Klausberg, Lapferding, Leebbergheim, Lichtenöd, Lohof, Manzing, Matzing, Mimming, Mutzenwinkl, Neulust, Nußberg, Oberanzenberg, Oberellenbach, Oberreith, Obersimbach, Pfaffing, Ponau, Rading, Reichersdorf, Reisach, Schlott, Schwanenkirchen, Schwarzach, Sicking, Siederding, Siedersberg, Thannberg, Trainding, Unterellenbach, Unterfrohnstetten, Unterreith, Untersimbach, Viehdorf, Vorderweinberg, Walmering, Waltersdorf, Weickering, Wessenhof, Würzing, Zilling.